# Enrique Sánchez Abulí
Enrique Sánchez Abulí (Palau-del-Vidre, 20 febbraio 1945) è un fumettista e scrittore francese.

## Biografia
Nacque in Francia da madre francese e padre spagnolo; dal padre, romanziere e sceneggiatore di fumetti, apprese il mestiere e a 18 anni scrisse le sue prime sceneggiature. Fece vari lavori, dal guardiano notturno al tassista per poi dedicarsi alla traduzione di fumetti e poi alla sceneggiatura ideando nel 1980 la serie a fumetti noir Torpedo, disegnato inizialmente da Alex Toth e poi da Jordi Bernet, che verrà poi pubblicata in quattordici Paesi. In Francia ha pubblicato con vari editori come Glénat, Fluide Glacial e Vents d'Ouest, Garces a Magic Strip e Dargaud.

## Opere
- Alex Magnum[3]

## Premi
- Alfred per il miglior fumetto straniero al Festival d'Angoulême del 1986 con l'albo Chaud devant! della serie Torpedo